# Edward-Warner-Medaille
Die Edward-Warner-Medaille wird von der International Civil Aviation Organization (ICAO) seit 1959 für besondere Leistungen in der Zivilluftfahrt vergeben. Benannt ist dieser Preis nach Edward Pearson Warner, der von 1954 bis 1957 der erste Vorsitzende der ICAO war. Erster Preisträger wurde posthum der Niederländer Albert Plesman.
Die Medaille ist die höchste Auszeichnung, die in der internationalen Luftfahrt verliehen wird. Am 14. März 2003 wurde entschieden, dass die Edward-Warner-Medaille nur mehr alle drei Jahre verliehen wird.

## Bisherige Preisträger
- 1959: Albert Plesman
- 1961: International Aeronautical Federation
- 1963: Max Hymans
- 1965: Sir William Hildred
- 1968: Henri Bouché
- 1971: Ruben Martin Berta
- 1972: ASECNA - Agence pour la Sécurité de la Navigation aérienne en Afrique et à Madagascar
- 1973: Shizuma Matsuo
- 1974: Alex Meyer
- 1975: Charles A. Lindbergh
- 1976: COCESNA - Corporación Centroamericana de Servicios de Navegación Aérea
- 1977: Mohammed Soliman El Hakim
- 1978: Sir Donald Anderson
- 1979: Agnar Kofoed-Hansen
- 1980: Indalecio Rego Fernandez
- 1981: Harry G. Armstrong
- 1982: Werner Guldimann
- 1983: Knut Hammarskjöld
- 1984: Maurice Bellonte
- 1985: Alexandr Fedotovich Aksenov
- 1986: J.R.D. Tata
- 1988: AEROTHAI - Aeronautical Radio of Thailand
- 1989: Anesia Pinheiro Machado
- 1990: Igor Iwanowitsch Sikorski
- 1991: K.N.E. Bradfield
- 1992: Edward R.K. Dwemoh
- 1993: Arnold Kean
- 1994: Bacharuddin Jusuf Habibie
- 1995: Elrey B. Jeppesen
- 1996: The Institute of Air and Space Law of McGill University (Canada)
- 1997: Tatyana Grigorievna Anodina
- 1998: Kenneth Rattray, Jamaica
- 1999: Jerome F. Lederer
- 2000: Singapore Aviation Academy (SAA)
- 2001: Petro Balabujew
- 2002: International Academy of Aviation and Space Medicine (IAASM)
- 2004: Brian O’Keeffe
- 2007: Silvio Finkelstein, Argentinien
- 2010: Nicolas Mateesco Matte
- 2013: Assad Kotaite
- 2016: David Ronald de Mey Warren
- 2019: Roberto Kobeh González
- 2022: Ángela Marina Donato